# Soren Johnson
Soren Johnson es un diseñador y programador de videojuegos. Fue contratado por Firaxis Games entre 2000 y 2007, donde codiseñó varios de sus videojuegos más populares. Desde septiembre de 2011, trabaja en Zynga.

## Biografía
Antes de su trabajo en Firaxis, obtuvo un Bachelor of Arts en historia y un máster en tecnologías de la información en la Universidad de Stanford. Johnson también trabajó como interno en Electronic Arts en 2000, donde trabajó en el videojuego Knockout Kings 2000. 
Con Firaxis, Johnson auydó en la programación del popular videojuego de estrategia Civilization III, escribiendo completamente la inteligencia artificial. Posteriormente fue el diseñador líder para Civilization IV, nuevamente escribiendo todo el código de la IA. El 17 de abril de 2007, se anunció que Johnson había dejado Firaxis, volviendo a Electronic Arts para trabajar en Spore.
Johnson abandonó EA en septiembre de 2011, para unirse a la empresa de desarrollo de videojuegos sociales Zynga.

## Obras
- Civilization III (2001)
  - Civilization III: Play the World (2002)
  - Civilization III: Conquests (2003)
- Civilization IV (2005)
  - Civilization IV: Warlords (2006)
  - Civilization IV: Beyond the Sword (2007)
- Spore (2008)
- Dragon Age Legends (2011)